# 本庄顕長
本庄 顕長（ほんじょう あきなが、永禄7年（1564年） - 没年未詳）は、戦国時代から安土桃山時代の越後国の武将。豊後守。千代丸。子に祐長。

## 経歴
永禄7年（1564年）、上杉氏家臣・本庄繁長の嫡男として生まれる。母は上杉景信の娘？
永禄11年（1568年）、繁長は武田信玄の調略に応じて上杉氏からの独立を目論むも、上杉謙信の猛攻を受け、翌年蘆名盛氏の仲介により降伏し、この時に人質として謙信に差し出された。天正6年（1578年）の御館の乱では、父・繁長が上杉景勝方についたのに対し、母方の祖父・上杉景信の属する上杉景虎方についた。乱が景勝方の勝利に終わると、御館に在城していた顕長は廃嫡することを条件に助命された。
天正19年（1591年）、繁長と弟・大宝寺義勝（武藤義勝、大宝寺義興(武藤義興)養子）が藤島一揆煽動の容疑により改易されると、別家を興して蒲原郡加茂にて2,298石を領した（繁長と義勝は2年後に帰参）。ところが慶長2年（1597年）に、直江兼続を総奉行とする伏見城舟入普請において不手際が有ったとして（人夫徴発の割当について兼続に不満を訴えた為という）須田満胤・柿崎憲家らと共に改易され、上杉家から追放された。改易された後の動向については不明な点もあるが、後年の松川の戦いに父の繁長と共に参戦していたとする話もある。
なお本庄氏の家督は、弟の義勝が本庄充長に改名して継いだ。